# Cuidado con el ángel
Cuidado con el ángel (Méfiez-vous de l'ange) est une telenovela mexicaine diffusée en 2008-2009 sur Canal de las Estrellas.

## Synopsis
Marichuy est belle et douce comme un ange. Elle a été abandonnée à la naissance et s'enfuit de l'orphelinat à l'adolescence. Vivant dans la rue, elle a été  agressée par un ivrogne (et en fera des cauchemars récurrents). Elle est alors recueillie par Candelaria. Les événements l'amèneront chez ses parents biologiques, où une autre orpheline prétend être leur enfant abandonnée, et l'en éloigneront de nouveau. Elle découvrira que l'homme qu'elle aime ne lui a pas avoué un lourd secret... Par jalousie certains voudront l'abattre, oubliant qu'un ange peut vaincre les démons.

## Distribution
- Maite Perroni - Maria de Jesus "Marichuy" Velarde Santos
- William Levy - Juan Miguel San Roman
- Helena Rojo - Cecilia Santos de Velarde
- Ana Patricia Rojo - Estefanía Rojas
- Laura Zapata - Onelia Montenegro
- Nailea Norvind - Viviana Mayer Montenegro de San Roman
- Ricardo Blume - Patricio Velarde
- Rocío Banquells - Isabela Rojas
- Maya Mishalska - Blanca Silva de Contreras / Ivette Dorleaque
- Evita Muñoz - Candelaria Martínez
- Miguel Corcega - Padre Anselmo 1
- Héctor Gómez - Padre Anselmo 2
- Sherlyn - Rocio San Roman
- Africa Zavala - Elsa Maldonado San Roman
- Abraham Ramos - Adrian Gonzalez
- Jorge da Silva - Eduardo Garibay
- Arturo Carmona - Amador Robles
- Elizabeth Dupeyron - Luisa San Roman de Maldonado
- Oscar Traven - Francisco Maldonado
- Renata Flores - Martirio
- Rodrigo Mejia - Nelson Acuna
- Ana Isabel Corral - Beatriz de Garibay
- Victor Noriega - Daniel Velarde
- Jesús Moré - Vicente Mijares
- Mauricio Mejia - Dr. Israel Perez
- Katherine Kellerman - Becky de Perez
- Saraí Meza - Maria Antonieta "Mayita" San Roman Mayer
- Sara Montes - Balbina
- Beatriz Monroy - Casilda Lopez
- Rebeca Manriquez - Olga de Camanchún
- Beatriz Aguirre - Mariana de San Roman
- Michelle Vieth - Ana Julia
- Francisco Rubio - Rafael Cimarro
- Jose Carlos Ruiz - Andres
- Carlos Camara Jr. - Inspecteur Cimarro
- Rene Strickler - Omar "Leopardo" Contreras
- Diana Golden - Mercedes de Mijares
- Rafael del Villar - Tomás Mijares
- Javier Herranz - Pablo Cisneros
- Georgina Salgado - Purita Camanchún de Gonzalez
- Justo Martínez - Cosme
- Marina Marín - Micaela
- María Morena - Esther
- Frances Ondiviela - Alejandra Robles
- Ricardo Vera -
- Ramon Menendez -

## Diffusion internationale
- Canal de las Estrellas (2008-2009)
- Venevisión
- Canal 9
- Univision
- Telemicro
- América Televisión
- Mega (2009) / La Red (2011-2012)
- Lady Channel
- Canal 10
- Canal Sur / Nova / TVG (Galice) / Aragón TV (Aragón) / Castilla-La Mancha Televisión (Castille-La Manche)
- Acasa TV
- Repretel
- Telemetro Canal 13
- HRT / Doma TV
- RTV Pink
- RCN Televisión
- Gama TV
- Pink BH
- Pink M
- POP TV
- TV4
- Rustavi 2
- Sitel TV
- Vizion Plus
- bTV Lady
- LaTele
- LNK/TV3
- Monte Carlo TV
- TV2
- Star Channel
- ABS-CBN (2009-2010, avec le titre Maria de Jesus: Ang Anghel sa Lansangan) / Telenovela Channel (2014-2015, avec le titre Don't Mess with an Angel)
- Global TV
- TV Doma
- PMC Family
- Abu Dhabi Al Oula
- NTV
- Kanal 2
- Ant1
- LNT
- SBT (2013, avec le titre Cuidado com o Anjo)
- MBC 1
- TV9 (2014, avec le titre Don't Mess with an Angel)

## Bande-originale
1. Sólo tú - La Nueva Banda
2. Esta soledad - Maite Perroni
3. Contigo - Maite Perroni
4. Separada de ti - Maite Perroni
5. Ave maría - Maite Perroni
6. Como Duele - Maite Perroni
7. Si tú no vuelves - Miguel Bosé
8. Lejos Estamos Mejor - Motel
9. Niño - Belanova
10. No me quiero enamorar - Camila
11. Un dos, un dos tres - El Simbolo
12. Dígale - David Bisbal
13. Caricia de mi alma - Maya Mishalska
14. Pangako Ko - OJ Mariano (la chanson a été utilisée dans les Philippines)

## Autres versions
- Una muchacha llamada Milagros (Venevisión, 1974-1975)
- Mi amada Beatriz (RCTV, 1987-1988)
- Tóc rối (HTV, 2010)

## En français

### Sources
- (en) Cet article est partiellement ou en totalité issu de l’article de Wikipédia en anglais intitulé « Cuidado con el ángel » (voir la liste des auteurs).

- (es) Cet article est partiellement ou en totalité issu de l’article de Wikipédia en espagnol intitulé « Cuidado con el ángel (telenovela de 2008) » (voir la liste des auteurs).